# Greatest Hits (álbum de Enrique Iglesias)
Greatest Hits es un álbum recopilatorio del cantante español Enrique Iglesias. El álbum contiene canciones de sus cuatro álbumes en inglés así como dos temas nuevos, "Away" (con Sean Garrett) y el sencillo "Takin 'Back My Love" (con Ciara). El álbum fue lanzado en los Estados Unidos el 11 de noviembre de 2008. Las ventas del álbum llegaron a más de un millón de copias.

## Lista de canciones
1. Bailamos
2. Away (a dúo con Sean Garrett)
3. Hero
4. Be with You
5. Takin' Back My Love (a dúo con Ciara)
6. Rhythm Divine
7. Do You Know? (The Ping Pong Song)
8. Tired of Being Sorry
9. Escape
10. Could I Have This Kiss Forever (a dúo con Whitney Houston)
11. Not in Love (a dúo con Kelis)
12. Don't Turn Off the Lights
13. Love to See You Cry
14. Maybe
15. Addicted
16. Somebody's Me
17. Can You Hear Me (canción oficial de la Eurocopa 2008)

## Pistas adicionales
1. Takin' Back My Love (con Sarah Connor) - Edición Europea                 - 3:54
2. Push (con Lil Wayne) - EUA Itunes Bonus Track - 3:51
3. Hero (Christopher Lawrence Remix) - UK Edition Bonus Track      - 7:51
4. Takin' Back My Love (Sans l'ombre d'un remord) (con Tyssem) - Edición Francesa Bonus Track                                                                                 - 3:51
5. Miss You (2008 Version) - con Nâdiya - Edición Internacional Bonus Track           - 4:02
6. Not In Love (Bill Hamel Remix) -  Edición Especial Bonus Track                            - 6:59

## Edición especial (DVD extra)
1. "Bailamos" (Non soundtrack version) (vídeo musical) - 3:31

## Posicionamiento en listas
| Chart (2008–2009)                   | Peak position |
| ----------------------------------- | ------------- |
| Australia (ARIA)                    | 65            |
| Bélgica (Ultratop flamenca)         | 5             |
| Bélgica (Ultratop valona)           | 17            |
| Dinamarca (Hitlisten)               | 15            |
| Países Bajos (Album Top 100)        | 4             |
| Estados Unidos (Billboard 200)      | 80            |
| European Albums (Billboard)         | 14            |
| Finlandia (Suomen Virallinen Lista) | 24            |
| French Compilations                 | 2             |
| Alemania (Offizielle Top 100)       | 82            |
| Greek Albums (IFPI)                 | 18            |
| Irlanda (IRMA)                      | 9             |
| Italia (FIMI)                       | 92            |
| Noruega (VG-lista)                  | 3             |
| Portugal (AFP)                      | 27            |
| Russian Albums (2M)                 | 15            |
| Escocia (Scottish Albums Chart)     | 4             |
| Suecia (Sverigetopplistan)          | 2             |
| Suiza (Schweizer Hitparade)         | 24            |
| Reino Unido (UK Albums Chart)       | 3             |